# Gramática da língua inglesa
Gramática da língua inglesa é o conjunto de regras que descrevem as propriedades do idioma inglês.
A gramática de qualquer língua é, em geral, abordada de duas maneiras diferentes: descritiva, que geralmente descreve as estruturas gramaticais encontradas após uma análise sistemática de uma vasta coletânea de textos; e prescritiva, que tenta utilizar as regras identificadas em uma determinada língua como uma ferramenta para reger o comportamento linguístico de falantes.

## Classes de palavras e tipos de oração
São sete as classes de palavras principais: substantivo, adjetivo, advérbio, preposição, conjunção, e determinante (ou complemento). As seis primeiras são tradicionalmente denominadas "partes do discurso." Existem classes de palavras menores, como as interjeições, mas estas não se encaixam na estrutura da oração e do período em inglês.